# Isla Pitt (Canadá)
La isla Pitt es una isla de la Columbia Británica, Canadá, localizada en el estrecho de Hécate, a través del canal de Greenville, es parte del Paso Interior del continente. Es el único establecimiento de las Primeras Naciones de Canadá, del pueblo Chino Hat, sobre la costa occidental. La actividad económica principal es la explotación de los recursos naturales, la extracción minera de magnesita y hierro, y la industria maderera.
La isla Pitt tiene un área de 1368 km² (528 millas cuadradas), es de unos 90 km (56 mi) de largo, y de 8 a 23 kilómetros (5 a 14 mi) ancho. Su punto más alto está a 962 m (3155 pies) de altitud. Está situada en las coordenadas